# Comisión para el Estudio de la Dictadura Comunista en Moldavia
La Comisión de Estudio y Evaluación del Régimen Totalitario Comunista de la República de Moldaviaes una comisión instituida en Moldavia por Presidente interino de Moldavia Mihai Ghimpu para investigar el comunismo de Moldavia, el estado que administraba el país como República Socialista Soviética de 1940 a 1991, y proporcionar un informe completo con el propósito de condenar al Comunismo según lo experimentado por el pueblo moldavo.

## Formación
El 14 de enero de 2010, el presidente interino de Moldavia, Mihai Ghimpu, decretó la creación de la "Comisión para el estudio y evaluación del régimen comunista totalitario en la República de Moldavia". La comisión tenía como objetivo estudiar las afirmaciones sobre los crímenes del régimen soviético en la antigua República Socialista Soviética de Moldavia (RSS de Moldavia) de 1940 a 1991, así como el período anterior a 1940, cuando el país era la República Socialista Soviética Autónoma de Moldavia dentro de la  RSS de Ucrania. La comisión recibió el mandato de presentar un informe antes del 1 de junio de 2010 y, posteriormente, publicar varios volúmenes de documentos sobre los principales aspectos relacionados con los crímenes en la Moldavia soviética, así como con otras violaciones de los derechos humanos.
La comisión está dirigida por el historiador Gheorghe E. Cojocaru, los vicepresidentes son Igor Cașu y Sergiu Musteață, y el secretario es Mihail Taşcă. Igor Cașu contribuyó a la Comisión Presidencial para el Estudio de la Dictadura Comunista en Rumania.
El decreto presidencial núm. 165 se emitió de acuerdo con las resoluciones 1096/1996 y 1481/2006 de la Asamblea Parlamentaria del Consejo de Europa y el art. 94 de la Constitución de Moldova (1994).
Unos días después de que se emitiera el decreto presidencial, Vladimir Tismăneanu escribió:

El comunicado de prensa sobre el establecimiento de la Comisión para el estudio y la evaluación de la dictadura comunista moldava es sin duda un momento histórico. El gesto del presidente interino Mihai Ghimpu demuestra visión, moralidad y voluntad política. La condena oficial de la dictadura comunista como ilegítima y criminal se hizo inevitable. En Moldavia, el anticomunismo ya no es una ilusión. Así como en Rumania o en otros estados donde se ha aplicado la receta bolchevique de destrucción de las libertades humanas.

## Miembros
Los miembros de la Comisión son:
| Vasile Bahnaru , Vladimir Beșleagă , Sergiu Chircă , Demir Dragnev , Andrei Eșanu , Alexandru Moșanu , | Pavel Parasca , Anatol Petrencu , Elena Postică , jurist Andrei Smochină, Veaceslav Stăvilă, Igor Șarov, Ion Șișcanu, Ludmila Tihonov, Octavian Țicu , Ion Varta |

## Actividad
La comisión está formada por 30 miembros, integrados por doctores en historia, sociología, filología, economía, filosofía y derecho. La comisión estudiará y analizará el período 1917-1991 del régimen comunista. La actividad del Partido Comunista de la República de Moldavia de 2001 a 2009 no será cubierta por el informe a menos que se demuestre que continuó algunas prácticas del antiguo Partido Comunista de Moldavia. Según el artículo 1 del Estatuto adoptado en 2008, el Partido Comunista de la República de Moldavia es "sucesor legítimo y heredero del Partido Comunista de la Moldavia [soviética] tanto en términos de ideas como de tradiciones".
La Comisión de Estudio y Evaluación del Régimen Totalitario Comunista en Moldavia se reunió en su primera sesión el 17 de enero, cuando se crearon 7 grupos de trabajo con el fin de estudiar los documentos y los materiales relacionados con la actividad de las principales instituciones involucradas en el establecimiento y perpetuar el régimen totalitario comunista en Moldavia.

## Informe final
La Comisión debía presentar su informe al  Presidente el 1 de junio de 2010.